# Louis-Mathieu Verdilhan
Louis-Mathieu Verdilhan (Saint-Gilles (Gard), 24 novembre 1875 – Marsiglia, 15 dicembre 1928) è stato un pittore francese.
Suo fratello minore André Alexandre Verdilhan, fu anch'egli pittore e scultore.

## Biografia
Louis Mathieu Verdilhan nacque in una famiglia povera che si trasferì a Marsiglia nel 1877, due anni dopo la sua nascita. Seguendo la sua passione giovanile per la pittura Verdilhan iniziò a quindici anni a seguire un imbianchino, che era anche un modesto decoratore, per fare un po' di pratica. Ma il vero inizio dei suoi studi d'arte avvenne quando cominciò a frequentare il pittore marsigliese Eugène Giraud (Marsiglia 1848-1937). Nel 1895, aprì un suo piccolo atelier in rue Fort-Notre-Dame che conservò poi per tutta la vita. Tre anni dopo (1898) partì alla volta di Parigi, dove lavorò presso lo studio del decoratore Adrien Karbowsky, che era stato incaricato di realizzare delle pitture ornamentali nel Salon du bois del padiglione delle "Arti decorative" nell'Expo del 1900. Terminato il lavoro, Verdilhan rientrò a Marsiglia. Nel 1902, per un incidente perse l'occhio sinistro, ma questo non gli impedì di continuare a dipingere.
La carriera artistica di Verdilhan ebbe inizio a Marsiglia nel 1902, con una mostra in rue Saint-Ferréol, seguita, nel 1905, da un'altra esposizione nel Palazzo degli Architetti, in avenue du Prado. Dal 1906 Verdilhan espose per la prima volta anche a Parigi, nel "Salon degli indipendenti". Fra i quadri esposti: "Campi di papaveri" (1906), "Il prete e i bambini del coro" (1910), "Piazza dell'orologio" (1911), "La casa col mandorlo" (1913), La brocca con i fiori" (1914), etc.

A partire dal 1908 presentò le sue tele anche al Salon d'autunno; l'anno seguente, inoltre, trascorse sei mesi a Versailles, dove eseguì numerosi quadri. Dal 1910 al 1914 installò il suo atelier al n° 12 del Quai de Rive Neuve, un magazzino dove erano già presenti i pittori Girieud e Lombard (questo locale sarà in seguito, dal 1946 al 1993, l'atelier di François Diana). Durante la prima guerra mondiale fu arruolato e destinato a Tolone, dove frequentò i pittori André Suarès, Antoine Bourdelle e, in particolare, Albert Marquet, del quale subì l'influenza dello stile e dei colori. 
Finita la guerra Verdilhan risiedette successivamente a Aix-en-Provence, Cassis e Tolone. Il 16 marzo del 1919 sposò Hélène Casile, figlia minore del pittore Alfred Casile. In quegli anni la sua notorietà crebbe e Verdilhan espose persino a New York alla galleria Kraushaar. Nella città di Marsiglia, inoltre, realizzò un pannello a olio per il Teatro dell'Opera; ma questa tela, che rappresenta la festa del 14 luglio a Marsiglia, fu assai criticata in occasione dell'inaugurazione del teatro.

Verdilhan fu sempre un ammiratore del piccolo vecchio porto di Marsiglia (il celebre "vieux port"), forse il più caratteristico luogo della città, al punto di dipingerne i vari aspetti e le barche da pesca in ben 130 tele, fra il 1913 e il 1920.
Colpito da un tumore alla laringe, Louis-Mathieu Verdilhan morì a 53 anni. 

## Opere
Elenco parziale delle opere conservate nelle collezioni pubbliche.

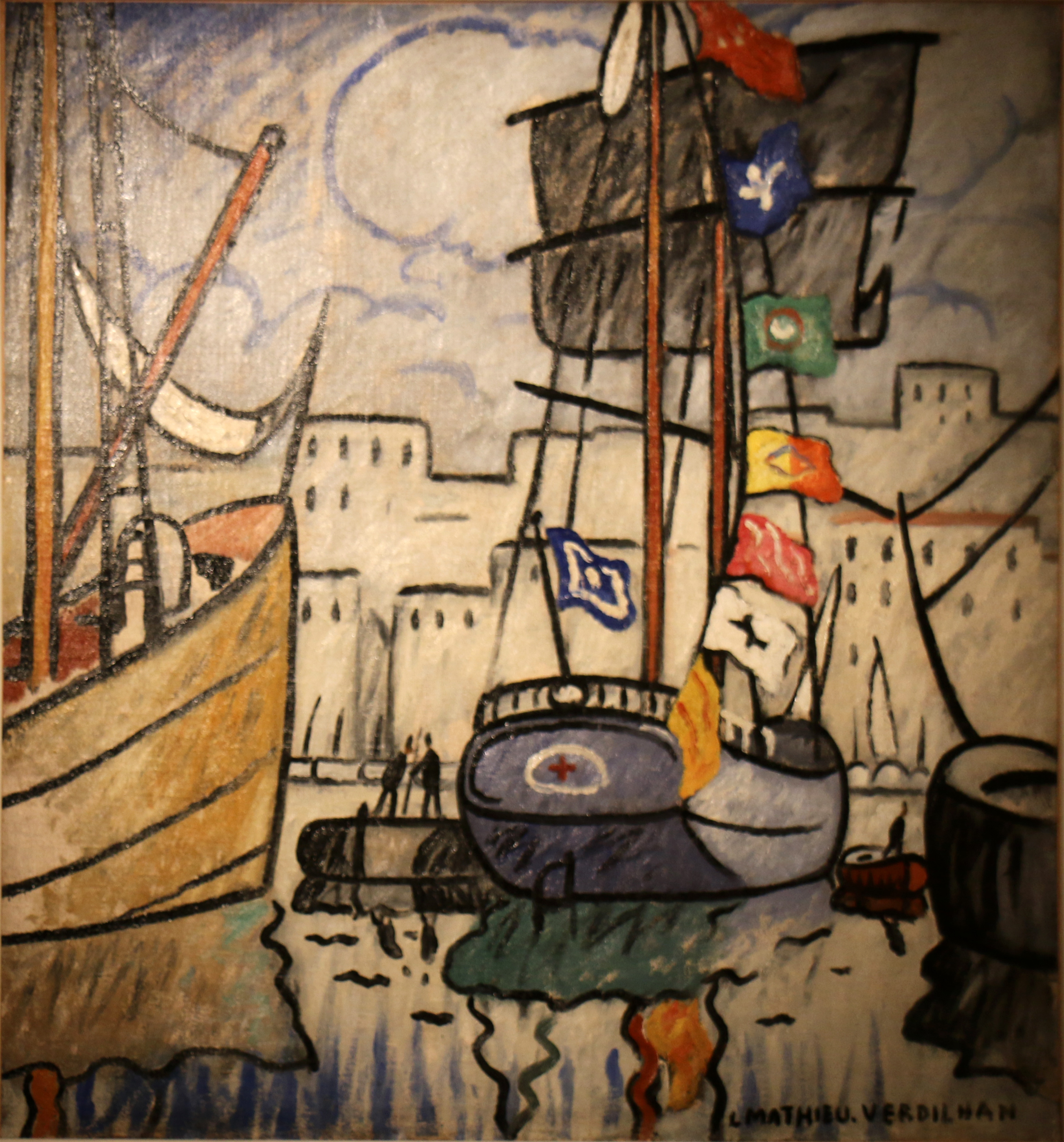
Il gran pavese nel vecchio porto di Marsiglia

- Albi, Museo Toulouse-Lautrec : Bateau à quai
- Avignon, Museo Calvet : Vista del "Vieux-Port" di Marsiglia
- Granville, Museo d'arte moderna Richard Anacréon : Paesaggio provenzale[2]
- Grenoble, Museo di Grenoble : Ritratto d'uomo[3]
- Marsiglia : 
  - Museo di belle arti :
    - Vista del porto di Marsiglia[4]
    - Municipio sulla costa[5]

  - Museo Cantini :
    - Autoritratto[6]
    - Le Vieux-Port[7]
    - Il bestiario[8]
    - Il ponte di trasbordo[9]
    - Vista del porto di Marsiglia[10]
- Martigues, Museo Ziem :
  - Il gran pavese nel porto di Marsiglia
  - Il "Vieux-Port" di Marsiglia
  - Il bar delle colonie a Tolone
- Parigi, Museo d'arte moderna : 
  - Il pranzo, seppia
  - Marsiglia, battelli nel porto
- Tolone, Museo d'arte di Tolone :
  - Angolo del parco, c. 1911, olio su tela, 80x105 cm
  - Litorale del Var, c. 1907, olio su tela, 70x91 cm
  - Villaggio di Provenza, olio su tela, 80x150 cm[11]

## Altri progetti

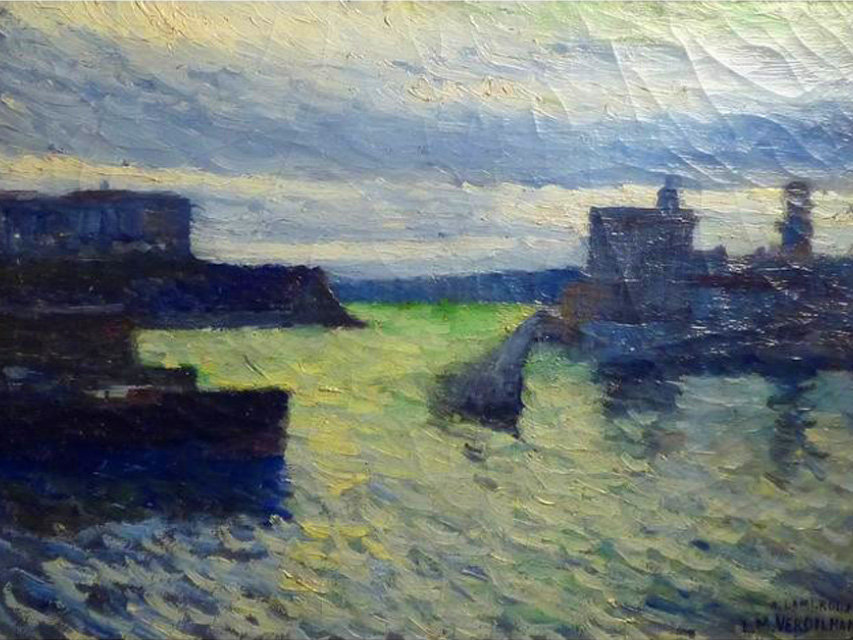
Saint-Gilles-du-Gard

## Galleria d'immagini

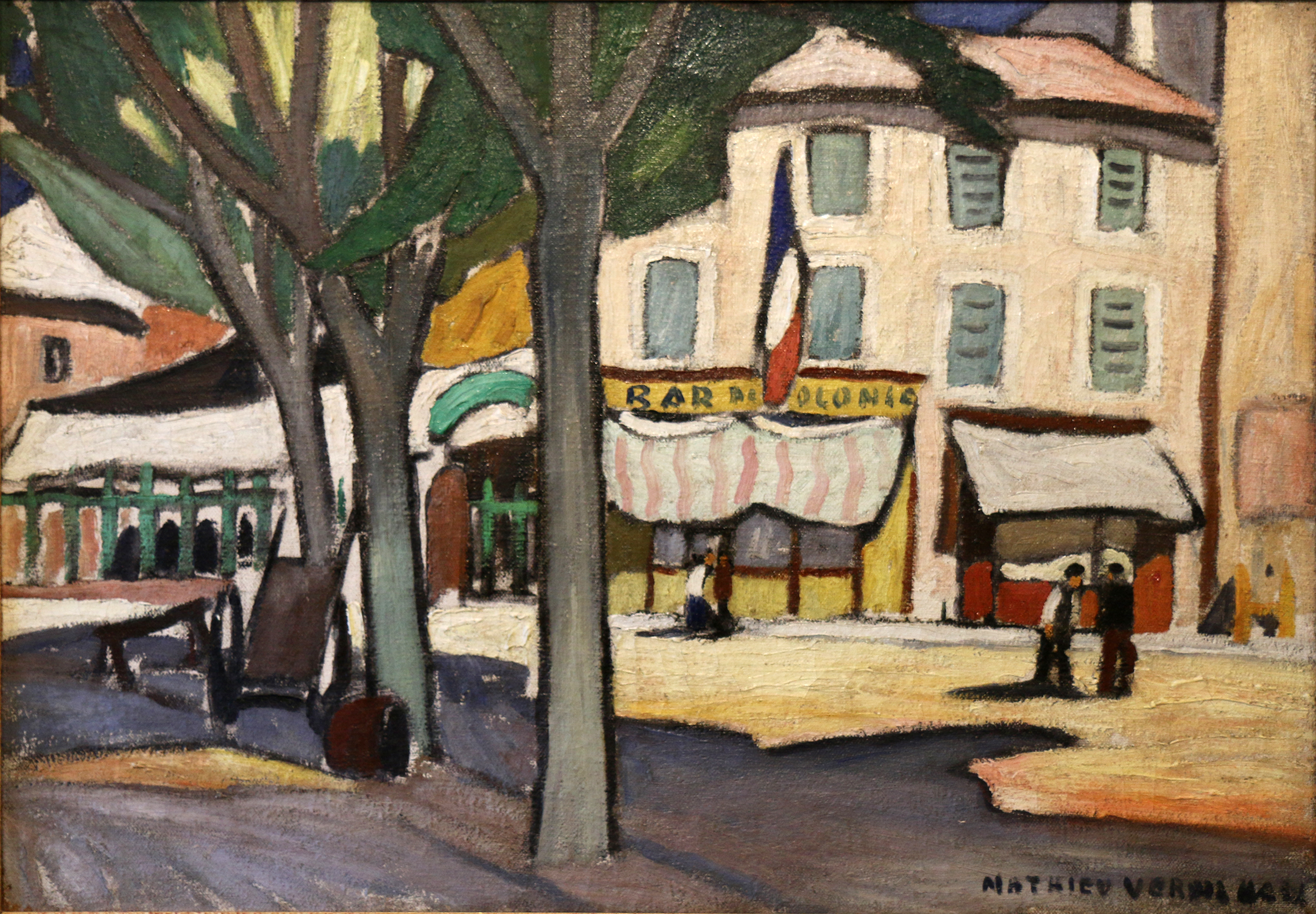
Il bar delle colonie a Tolone
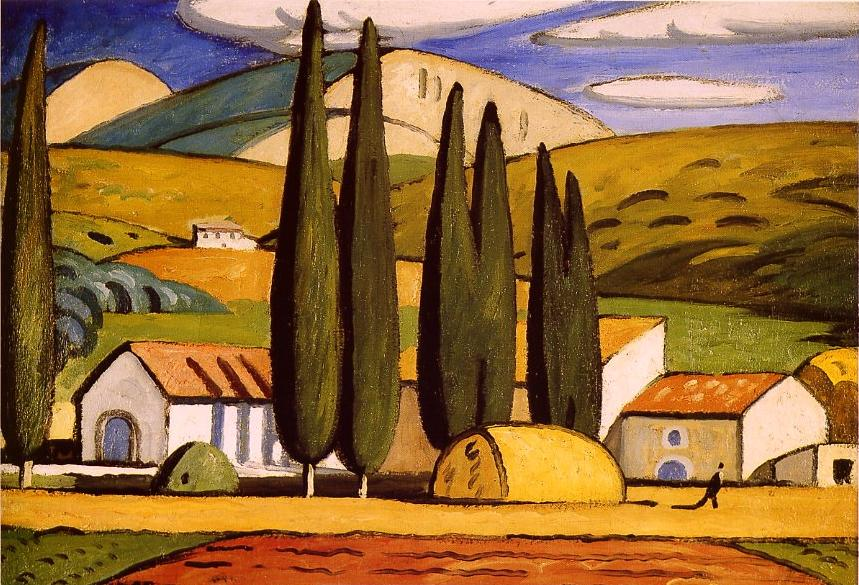
Paesaggio, casa e cipressi
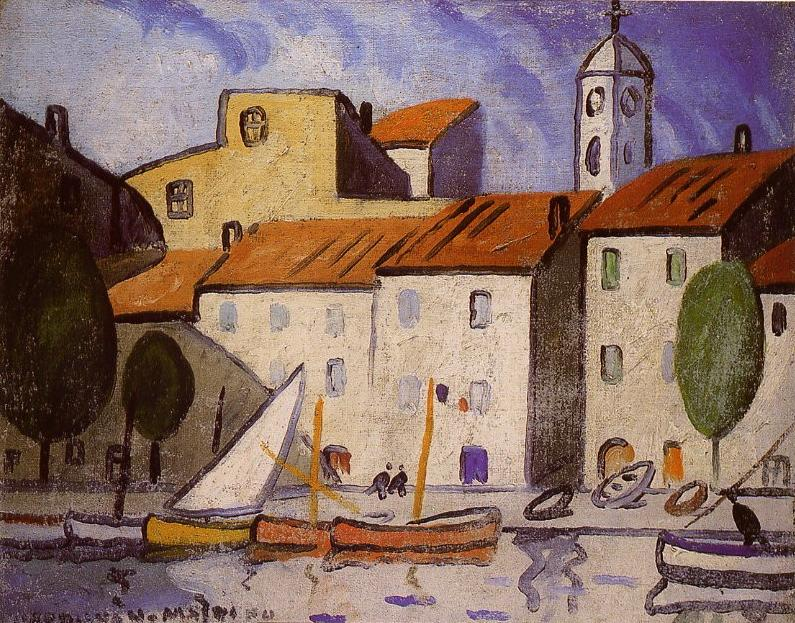
Il porto di Martigues
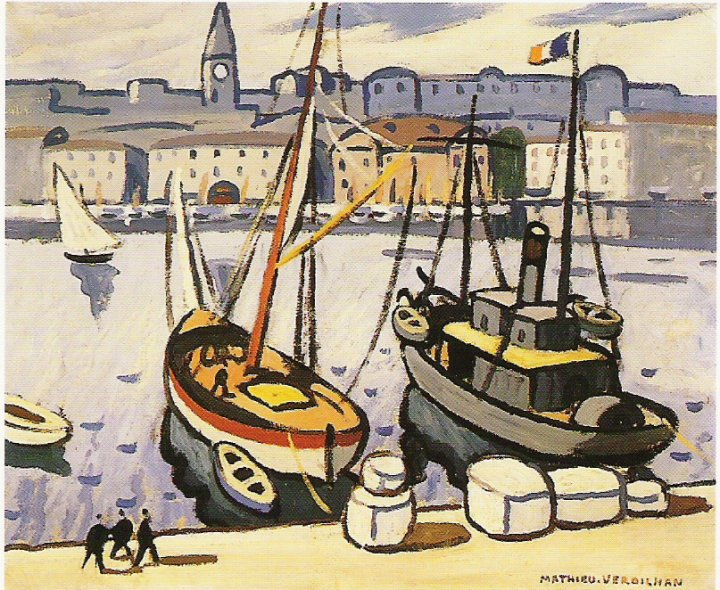
Il "Vieux-Port" di Marsiglia